# Kim Myong-won
Kim Myong-won (en hangul: 김명원; en hanja: 金明元; Pionyang, Corea del Norte, 15 de julio de 1983) es un futbolista norcoreano. Juega como delantero y su equipo actual es el Amrokgang Sports Club de la Liga de fútbol de Corea del Norte.

## Selección nacional
Ha sido internacional con la selección de fútbol de Corea del Norte en 12 ocasiones desde su primera aparición en 2003. Formó parte de la lista final de Corea del Norte para disputar  la Copa Mundial de 2010. Sin embargo, fue registrado como uno de los tres porteros, ya que todos los equipos deben nominar a tres porteros elegibles para el torneo. El entrenador Kim Jong-Hun lo incluyó como uno de los tres porteros requeridos con la intención de hacer al equipo más ofensivo, pero la FIFA determinó que únicamente se le permitiría jugar como guardameta durante el torneo, al haber sido inscrito como tal. También se informó que jugó como portero con su club al menos una vez, mostrando habilidades especialmente en los penales.

### Participaciones en Copas del Mundo
| Mundial                        | Sede      | Resultado      | Partidos | Goles |
| ------------------------------ | --------- | -------------- | -------- | ----- |
| Copa Mundial de Fútbol de 2010 | Sudáfrica | Fase de grupos | 0        | 0     |

## Clubes
| Club           | País            | Año       |
| -------------- | --------------- | --------- |
| Amrokgang      | Corea del Norte | 2003-2011 |
| FC Ulaanbaatar | Mongolia        | 2011-?    |
| Amrokgang      | Corea del Norte | ¿-        |

## Palmarés

### Campeonatos nacionales
| Título                            | Club           | País            | Año  |
| --------------------------------- | -------------- | --------------- | ---- |
| Liga de fútbol de Corea del Norte | Amrokgang      | Corea del Norte | 2006 |
| Copa de Corea del Norte           | Amrokgang      | Corea del Norte | 2007 |
| Liga de fútbol de Corea del Norte | Amrokgang      | Corea del Norte | 2008 |
| Copa de Corea del Norte           | Amrokgang      | Corea del Norte | 2008 |
| Liga de fútbol de Mongolia        | FC Ulaanbaatar | Mongolia        | 2011 |